# Forcipomyia johannseni
Forcipomyia johannseni är en tvåvingeart som beskrevs av Thomsen 1935. Forcipomyia johannseni ingår i släktet Forcipomyia och familjen svidknott. Inga underarter finns listade i Catalogue of Life.